# Hochwasser-Medaille Land Brandenburg 2013

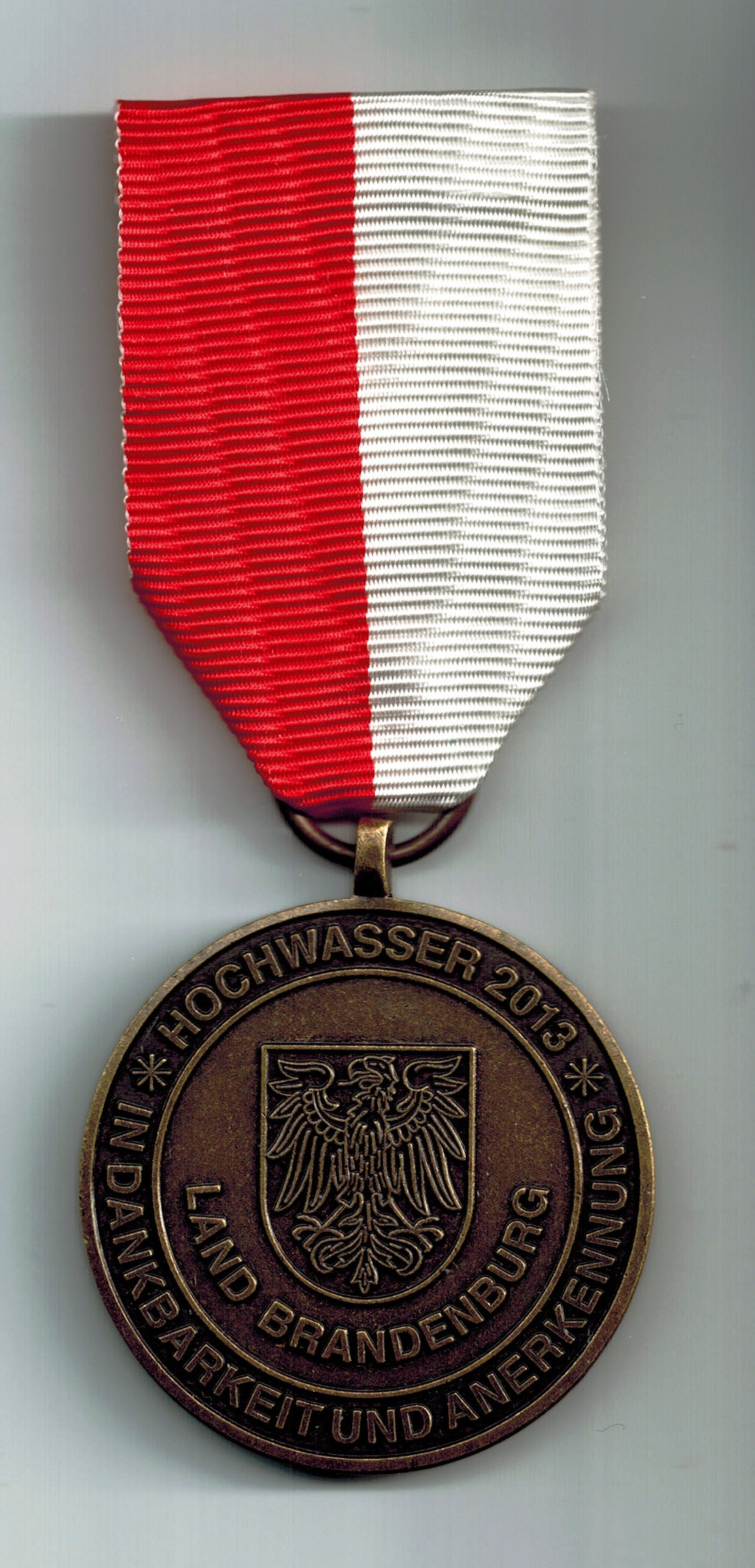
Vorderseite der Hochwasser-Medaille 2013

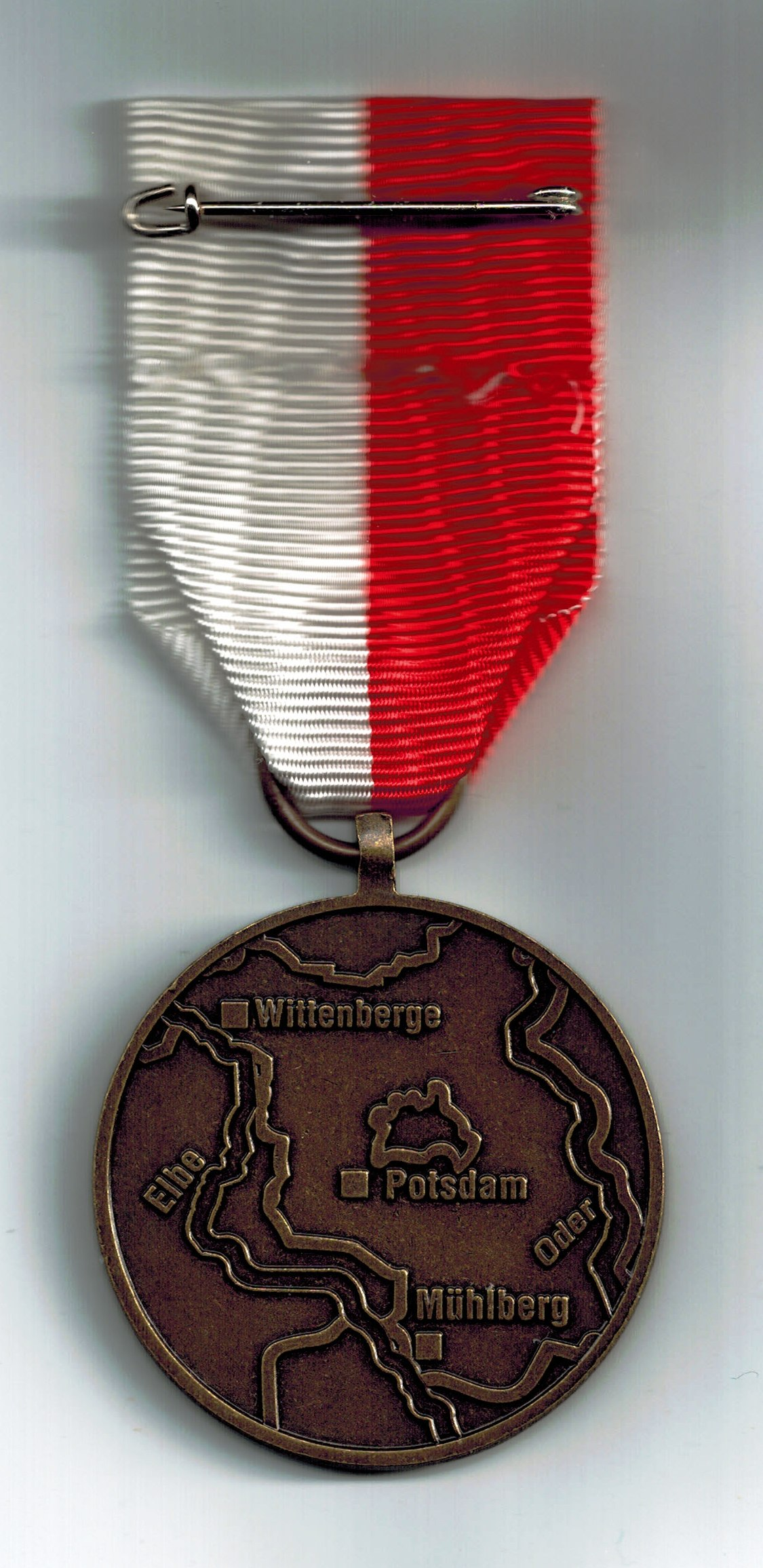
Rückseite der Hochwasser-Medaille 2013

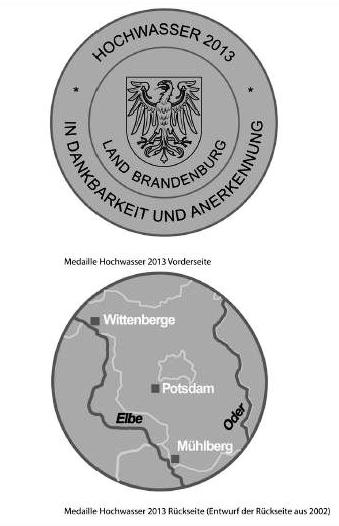
Amtliche Darstellung der Einsatzmedaille "Hochwasser 2013"

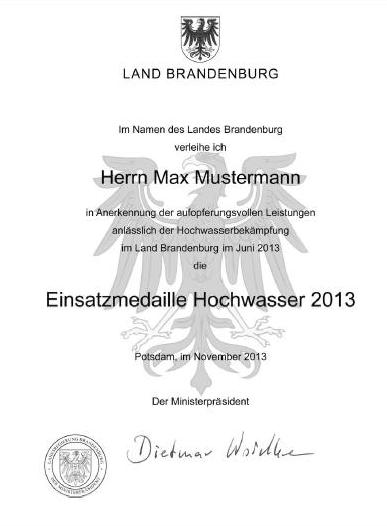
Amtliche Darstellung der Verleihungsurkunde zur Einsatzmedaille "Hochwasser 2013"

Die Hochwasser-Medaille 2013 des Landes Brandenburg wurde am 21. November 2013 vom Ministerpräsidenten des Landes Dietmar Woidke gestiftet. Sie ist somit eine staatliche Anerkennung für aufopferungsvolle Hilfe bei der Abwehr von Gefahren und der Beseitigung von Schäden anlässlich der Hochwasserkatastrophe im Juni 2013. Die Medaille konnte dabei an alle Personen verliehen werden, die Hochwasser-/Katastrophenhilfe im Land Brandenburg geleistet haben.

## Gestaltung und Trageweise der Medaille
Die Medaille besteht aus bronzefarbenem Messingmaterial. Auf ihrer Vorderseite sind der brandenburgische Adler mit dem Schriftzug: Land Brandenburg, ein Hinweis auf das Ereignis und eine Dankesformel sowie auf ihrer Rückseite die betroffene Region symbolisch dargestellt. Sie wird an einem rot-weißen Band auf der linken Brustseite getragen.
Die Medaille kann auch in verkleinerter Form getragen werden. Zivile Personen erhalten eine Anstecknadel. Uniformträger werden mit einer  Bandschnalle ausgestattet, rot-weiß bezogen mit Miniatur. Auf der Miniatur und der Anstecknadel ist die Vorderseite der Medaille dargestellt.

## Verleihung
Die Medaille wird vom Ministerpräsidenten an Personen verliehen, die im Juni 2013 bei der Hochwasserbekämpfung im Land Brandenburg, insbesondere an der Elbe, der Schwarzen Elster und der Spree, aktive Hilfe geleistet haben.

### Verleihungsvoraussetzungen
Die Medaille wird verliehen:
- a) für mindestens einen ganztägigen Einsatz vor Ort. In Einzelfällen ist eine Abweichung von dieser Voraussetzung möglich, wenn dies der Art und den Umständen des Einsatzes nach gerechtfertigt erscheint. Die Hilfe muss als persönlicher Einsatz geleistet worden sein und in sachlichem und zeitlichem Zusammenhang mit dem Hochwasser gestanden haben.

- b) Der Einsatz muss vor Ort oder in Katastrophenstäben erfolgt sein.

Die Ausgezeichneten erhalten neben der Medaille eine Verleihungsurkunde mit der Unterschrift des Ministerpräsidenten und dem großen Dienstsiegel. Die Medaille geht in das Eigentum der Ausgezeichneten über.

## Vorschlagsberechtigung
Vorschlagsberechtigt für die Verleihung der Medaille sind für ihre Geschäftsbereiche die obersten Landesbehörden, die unteren Katastrophenschutzbehörden und die Landesverbände der Hilfsorganisationen sowie des Technischen Hilfswerks. Die Anregungen für eine Verleihung sind an die zuständigen Vorschlagsberechtigten einzureichen.

### Besonderheiten
Für Angehörige der Bundeswehr und der Bundespolizei ist die Staatskanzlei zuständig. Für Feuerwehrleute und alle übrigen freiwilligen Helfer liegt die Verantwortlichkeit bei den unteren Katastrophenschutzbehörden.

### Prüfpflicht
Die Vorschlagsberechtigten prüfen selbst, ob die Voraussetzung für die Verleihung der Medaille erfüllt ist. Dabei kann in Zweifelsfällen großzügig verfahren werden, wenn der jeweilige Tatbestand dies rechtfertigt. Doppeleinreichungen sind zu vermeiden. 
Die Vorschläge sind insgesamt kurz und nicht im Einzelnen zu begründen. 
Die Vorschlagsberechtigten prüfen die Anregungen und reichen die Vorschläge listenförmig in zweifacher Ausfertigung bei der Staatskanzlei ein. Sie müssen dabei folgende Angaben enthalten:
- a) Familienname, gegebenenfalls  akademischer Grad
- b) Vorname(n),
- c) Geburtsdatum,
- d) gegebenenfalls  Dienstgrad / Amtsbezeichnung,
- e) Adresse, (Hauptwohnsitz)
- f) gegebenenfalls Dienststelle
- g) Uniformträger/zivile Person.[4]

## Verfahren
Die Staatskanzlei teilt den Vorschlagsberechtigten unter Beifügung der Medaillen und Urkunden die Namen der Ausgezeichneten mit. 
Die Vorschlagsberechtigten veranlassen die Aushändigung in würdiger Form.
Stichtag für die Beendigung des Verfahrens ist der 31. Dezember 2014.